# 秋川りお
秋川 りお（あきかわ りお ）は、日本のAV女優。

## 略歴
- 2004年にAVデビュー。

## 作品

### アダルトビデオ
2004年
- 穴アキーむちパン（5月20日、ナチュラルハイ）共演:川久保アンナ
- 巨乳お色気マルチ商法2（8月5日、ディープス）
- 痴熟女発情オナニー 8（8月15日、マドンナ）他5名出演
- 豪華20人 エロ女相撲選手権 （9月9日、ディープス）他19名共演
- 豪華20人 エロ女相撲選手権 エッチな（秘）プロフィール2時間（9月23日、ディープス）
- 熟女おもらし恥態6連発 11（10月15日、マドンナ）他5名出演
- 団地に棲む人妻たち 十（12月15日、マドンナ）他出演:花井ももか、麻生ひかり

2005年
- 念願の○○になった! 健康診断医編（2月4日、V&Rプロダクツ）他19名出演
- ～禁断の性～ 友達の母 17（2月15日、マドンナ）他出演:望月朋子、麻生千尋
- 時間よ止まれ！ パート1（3月17日、V&Rプロダクツ）他12名出演
- ホルスタイン露出 2（5月19日、ナチュラルハイ）
- うまなみ。プレゼンツ10 美人ナース 4時間（10月28日、ケイ・エム・プロデュース）他13名出演
- 巨乳女狩り 11（11月18日、クリスタル映像）他出演:萩原めぐ、青山遥、佐々木美羽
- 女が淫らになるテープ 19･20 淑女か聖女か好きものか? 恋に破れた女たち 悶え乱れて愛になれ（12月23日、アテナ映像）他出演:花井ももか、浜中美優

2006年
- ぽちゃの時代 しかも爆乳（6月23日、）他出演:佐々木美羽、林マリア、水森裕子、杉山圭、眞雪ゆん、美波愛

2007年
- 極選4時間 巨乳女狩り（5月25日、クリスタル映像）他29名出演
- 乳房を吸う中年男 おっぱいフェチ（11月13日、FAプロ）他多数出演

2008年
- 人妻風俗 絶叫（裏）事件勃発!（6月20日、カオカコミュニケーション）他7名出演
- 凌辱!夜這い魔だらけの女の園!!（6月20日、カオカコミュニケーション）他4名出演
- 巨乳やりすぎ介護福祉士 05（7月25日、ゴーゴーズ）
- 故郷 先生に奪われた処女/15で嫁に行った妹/兄嫁の白い乳房/村長とできていた母 あの日（7月25日、FAプロ）他5名出演
- 東京ボイン爆乳メガネ中出しMIX 2（8月7日、グローリークエスト）他出演:葉月奈穂、はるか悠、本田ゆかり
- 真・奥さん乳揉みですよ!! 秋川りお（8月14日、タカラ映像）
- ご奉仕美人ミセス（8月19日、MARIA）
- 美人教師 暴行現場 34（8月22日、クリスタル映像）他5名出演
- ボイ～ン女子寮（9月12日、LEO）他出演:紅りんご、宮崎ミリア、真田リサ
- 未亡人 柔肌の悶え 20（9月12日、クリスタル映像）他4名出演
- ジブン、義母さんを揉みまくりました。（9月19日、Nadeshiko）
- 美熟女 悩殺Body 3（10月24日、クリスタル映像）他4名出演
- お母さんの授乳と手コキ 3（11月7日、映天）他11名出演
- 近親相姦 お母さんの美尻（12月1日、ワンズファクトリー）
- 五反田発 爆乳人妻ホテトル嬢（12月5日、虎堂）
- 異常性欲 15（12月5日、クリスタル映像）他4名出演

2009年
- お母さんのすべて（1月1日、ABC/妄想族）
- 美人妻たちのセンズリ鑑賞 其の弐（2月6日、OFFICE K'S）他4名出演
- オナニーを見ながら興奮する変態熟女（マルクス兄弟）他7名出演
- ご奉仕美人ミセス総集編（2月19日、MARIA）他3名出演
- パイズリは挟射だよな! 2（3月1日、ワンズファクトリー）他9名出演
- 超本格美熟女近親愛蔵盤 息子と済ませた母親達 4（4月16日、タカラ映像）他9名出演
- お母さんとの情事 7 ～手コキ、フェラ、SEX編～（5月1日、映天）他5名出演
- お母さんのすべて 2009年上半期BEST4時間（7月1日、ABC/妄想族）他多数出演
- ドリームステージ 美熟女垂れ乳ベストセレクション240分（7月1日、ドリームステージ）他16名出演
- むちむち奥さんの巨大乳房で揉まれてみたい!?（8月25日、サイドビー）他7名出演
- マドンナ2008年全291タイトル作品集8時間￥1980（8月25日、マドンナ）他多数出演
- 巨乳×爆乳GP 8時間DX（11月6日、クリスタル映像）他多数出演
- コタツの中で息子にイカされる義母 第四章（11月20日、ネクストイレブン）他出演:尾崎百恵
- 極選4時間 未亡人 柔肌の悶え 2（12月4日、クリスタル映像）他多数出演
- お母さんがするオナニー（12月18日、映天）他14名出演
- お姉さん巨乳百景 GカップからLカップまで!!!50人のハニーパイパイ（12月20日、レイディックス）
- 母親の絶頂オナニーを覗いた息子（12月20日、ネクストイレブン）

2010年
- お母さんの下半期 BEST 4時間（2月5日、映天）他多数出演
- 60人の友達の母8時間（2月25日、マドンナ）他59名出演
- 巨乳未亡人柔乳の悶え 4時間DX 2（5月14日、クリスタル映像）他多数出演
- 巨乳だらけのパイズリ60人（6月13日、マルクス兄弟）
- お母さんがイカせてあげる…4時間（6月19日、ABC/妄想族）他多数出演
- 母と嫁と娘たちの昭和（7月25日、FAプロ）他5名出演
- お母さんは下着姿、生着替えを視姦する。 2（9月17日、映天）他出演:明星ちかげ、中森玲子、浅田ちち、野原もも
- 爆乳・ザ・ベスト4時間980（10月16日、エクストリージョン）他11名出演
- 熟女百選8時間DX 2（10月22日、クリスタル映像）他多数出演
- 母の乳房が揺れまくる、巨乳爆乳母20人ベスト 4時間（11月19日、ABC/妄想族）他19名出演
- えっ まさか! 妻と上司/家政婦と夫/嫁と見知らぬ男/お姉ちゃんと先生 のファック現場（11月25日、FAプロ）他7名出演
- コタツの中で息子にイカされる義母 DX（12月20日、ネクストイレブン）他5名出演

2011年
- まぁ、いやらしい…お母さんのオナニー集 4時間（1月19日、ABC/妄想族）他34名出演
- お母さんとオナニーをお互いに楽しむ特別なひととき 2（1月21日、映天）他10名出演
- お母さんに甘えっぱなし●児プレイ（2月18日、映天）他9名出演
- 厳選！！ふくよかでボインのお母さま 母子相姦4時間（2月19日、ABC/妄想族）他7名出演
- FAプロ 卑猥接吻（2月25日、FAプロ）他10名出演
- 色っぽい嫁 マスをかく/毎日毎晩夫とSEX/亭主以外に男がいる/親父が手を出す（3月13日、FAプロ）他3名出演
- フェラをしたがる母親達4時間 3（4月1日、ABC/妄想族）他39名出演
- 昭和乱れ牡丹 亭主の留守に輪されて愛液大洪水の妻/白目をむいていっちゃう俺の妹/色っぽい妻に群がる男たち（5月13日、FAプロ）他2名出演
- お前たちは地獄行き！性に溺れたバチあたり男女（6月13日、FAプロ）他7名出演
- ネコとタチ 驚愕のSEX!（6月25日、FAプロ）他6名出演
- 巨乳1m以上厳選30人 4時間（7月22日、メディアバンク）他29名出演
- ヘンリー塚本の色っぽい女たちのおっぱいフェチ（8月25日、FAプロ）他4名出演
- 日常のお母さんはとっても無防備で…。 2（9月2日、映天）他18名出演
- 世にも卑猥な淫乱秘戯 抱きたい女 抱かれたい女（9月13日、FAプロ）他4名出演
- 僕のチンポを大きなおっぱいで、優しくパイズリしてくれる母親（9月16日、映天）他10名出演
- 近親相姦物語 母と息子の肉体関係（10月20日、ネクストイレブン）他5名出演
- 息子のセンズリ見ていたら… 欲情しムシャブリ回す母親（10月21日、映天）他9名出演
- 好き者嫁の色っぽい肉体（10月25日、FAプロ）他4名出演
- 熟女が騎る熟れた極みの腰づかい騎乗位 4 美熟母25人（11月18日、映天）他24名出演